# Gwatemala na zimowych igrzyskach olimpijskich
Gwatemala wystartowała po raz pierwszy i jedyny na zimowych IO w 1988 na igrzyskach olimpijskich w Calgary. Reprezentowało ją 6 sportowców (5 mężczyzn i 1 kobieta). Nie udało się im zdobyć żadnego medalu.

## Klasyfikacja medalowa
| Olimpiada    | Złoto | Srebro | Brąz | Razem |
| ------------ | ----- | ------ | ---- | ----- |
| 1988 Calgary | 0     | 0      | 0    | 0     |
| Razem        | 0     | 0      | 0    | 0     |